# Петро Солодуха
Петро «Льолек» Солодуха (пол. Piotr Lolek Sołoducha; нар. 29 березня 1988, Ольштин, Польща) — польський музикант та співак українського походження. 

## Життєпис
Фронтмен рок-гурту «Enej», який заснував у 2002 році разом із братом Павлом «Болеком» Солодухою та їхнім другом Лукашем Койрисом (Łukasz Kojrys). Навчався в музичній школі (клас баяна). Його батьки — вихідці з родини, переселеної з рідної землі під час операції «Вісла» після Другої світової війни. 
Гурт «Enej» виконує пісні українською та польською мовами.